# NGC 1123
NGC 1122 = NGC 1123 ist eine Balken-Spiralgalaxie vom Hubble-Typ SBb im Sternbild Perseus am Nordsternhimmel. Sie ist schätzungsweise 166 Millionen Lichtjahre von der Milchstraße entfernt und hat einen Durchmesser 90.000 von etwa Lichtjahren. Vom Sonnensystem aus entfernt sich die Galaxie mit einer errechneten Radialgeschwindigkeit von näherungsweise 3.600 Kilometern pro Sekunde.
Die Typ-II-Supernova SN 2016fqr wurde hier beobachtet.
Im selben Himmelsareal befinden sich unter anderem die Galaxien IC 266, PGC 10923, PGC 10926, PGC 197738.
Das Objekt wurde am 17. Oktober 1786 vom US-amerikanischen Astronomen William Herschel entdeckt und als NGC 1123 gelistet sowie am 6. September 1885 von Lewis Swift „entdeckt“ und als NGC 1122 aufgeführt.